# Preston (Scottish Borders)
Preston ist eine Ortschaft im Nordosten der schottischen Council Area Scottish Borders beziehungsweise in der traditionellen Grafschaft Berwickshire. Sie liegt rund drei Kilometer nördlich von Duns am linken Ufer des Whiteadder Water.

## Geschichte
Bereits im 12. Jahrhundert ist ein Kirchengebäude am Standort verzeichnet. Die im Laufe der Jahrhunderte mehrfach überarbeitete Kirche wurde mit der Zusammenlegung zweier Kirchengemeinden im Jahre 1718 obsolet.
Im Jahre 1602 wurde Preston für den Earl of Angus in den Stand eines Burgh of Barony versetzt. Von dem hiermit verbundenen Marktrecht zeugt noch heute ein Marktkreuz.
Vermutlich um 1780 ließ Francis Wemyss Charteris, 7. Earl of Wemyss ein Schloss namens The Retreat nahe Preston erbauen. Es diente vornehmlich als Jagdschloss, wurde jedoch auch zeitweise als Landsitz genutzt.

## Verkehr
In einer dünnbesiedelten Region der Scottish Borders gelegen, ist Preston nur schlecht an das Straßennetz angebunden. Die A6112, die Coldstream mit Grantshouse verbindet, bildet die Hauptverkehrsstraße Prestons. In Duns ist außerdem die A6105 zugänglich.